# Lok Janshakti Party
Die Lok Janshakti Party (LJP, auch Lok Jan Shakti Party, Hindi लोक जनशक्ति पार्टी, „Partei der Volksherrschaft“) war von 2000 bis 2021 eine Regionalpartei mit Schwerpunkt im indischen Bundesstaat Bihar.

## Parteigeschichte
Die Partei wurde am 28. November 2000 durch Ram Vilas Paswan, der bis zum 5. November 2019, als ihm sein Sohn Chirag Paswan in diesem Amt nachfolgte, auch Parteivorsitzender war, in Delhi gegründet. Paswan war seit Jahrzehnten in Bihar als Politiker aktiv. Begonnen hatte seine Karriere in der Samyukta Socialist Party (Vereinigte Sozialistische Partei), für die er 1969 in das Parlament von Bihar gewählt wurde. Später war er Abgeordneter in der Lok Sabha für den Wahlkreis Hajipur in Bihar zunächst für die Janata Party 1977–79, danach für die Janata Party (Secular) bzw. Lok Dal 1979–84 und von 1989–1998 für die Janata Dal. Als die Janata Dal, die ehemals einen großen Teil des politischen Mitte-links-Spektrums abgedeckt hatte, in den Jahren 1997–99 in zahlreiche Nachfolgeparteien, die sogenannten Janata parivar parties zerfiel, wechselte Paswan zur größten dieser Gruppierungen, der Janata Dal (United) (JD(U)). Die JD(U) wurde von Sharad Yadav geführt und schloss sich der National Democratic Alliance (NDA), einer Parteienkoalition unter Führung der Bharatiya Janata Party (BJP) an. Nach der gesamtindischen Wahl 1999 war die JD(U) mit Ministerposten im Koalitionskabinett von Atal Bihari Vajpayee vertreten. Auch Paswan erhielt ein Ministeramt.
Im Jahr 2000 kam es zum Bruch zwischen Paswan und der JD(U)-Führung. Der unmittelbare Anlass waren Streitigkeiten in Zusammenhang mit der Wahl zum Parlament von Bihar im Februar 2000. Bei dieser Wahl war die Rashtriya Janata Dal (RJD, ebenfalls eine Janata Dal-Nachfolgepartei) um Lalu Prasad Yadav der politische Hauptgegner. Diese Wahl verlief jedoch für die NDA und die JD(U) enttäuschend und führte in der Folgezeit zur Bildung einer Regierung unter Führung der RJD in Bihar. Daraufhin eskalierten die Spannungen zwischen Parteiführer Yadav und Paswan und letzterer gab schließlich bekannt, dass er die JD(U) verlassen und eine eigene Partei gründen wolle. Er verblieb jedoch zunächst mit seinen Anhängern in der NDA und blieb auch weiter Mitglied in der Regierung Vajpayee.
Nach den Ausschreitungen in Gujarat 2002, bei denen mehrere 1.000 Menschen durch religiös motivierte Gewalt ums Leben kamen, trat Paswan aus Protest am 29. April 2002 von seinem Ministerposten in der Regierung Vajpayee zurück und verließ mit seiner Partei die NDA.
Im Jahr 2004 schloss sich die LJP der von der Kongresspartei angeführten United Progressive Alliance (UPA) an. Diese Allianz verlief für die LJP wechselhaft. Bei der indischen Wahl 2004 gewann die LJP 4 der 40 Wahlkreise von Bihar, was von den meisten Beobachtern als erheblicher Erfolg für die noch junge Partei gesehen wurde. Bei der Parlamentswahl in Bihar im Februar 2005 gewann die LJP 29 der 243 Wahlkreise. Aufgrund fehlender Mehrheiten kam keine stabile Regierung zustande, so dass im Oktober 2005 nochmal gewählt wurde, wobei die LJP nur noch 10 Wahlkreise gewann. Im Jahr 2006 verließ die LJP wieder die UPA.
Im März 2009 vereinigte sich der größte Teil der Jan Morcha, die 1987 von dem ehemaligen Premierminister V. P. Singh gegründet worden war, aber seit längerem nur eine kleine Splitterpartei in Uttar Pradesh darstellte, mit der LJP. Im Vorfeld der indischen Parlamentswahl 2009 schloss sich die LJP der sogenannten Fourth Front, einem Parteienbündnis von mehreren Parteien aus Uttar Pradesh und Bihar an. Der lokale Parteiflügel der LJP in Jharkhand, der sich durch die Wahlkreisabsprachen benachteiligt fühlte, löste sich daraufhin Ende März 2009 von der Mutterpartei und vereinigte sich mit der Kongresspartei. Bei der Wahl 2009 konnte die LJP keinen einzigen Wahlkreis gewinnen.
Im Jahr 2013 schloss sich die LJP erneut der NDA an, obwohl gerade eben jener Narendra Modi, der als damaliger Chief Minister eine nicht unwesentliche Mitverantwortung für die Ausschreitungen in Gujarat 2002 trug, aufgrund derer die LJP damals die NDA verlassen hatte, zum Spitzenkandidaten der BJP gekürt worden war. Diese Allianz zahlte sich zumindest bei der Wahl 2014 aus, bei der die LJP in Bihar sechs Wahlkreise gewinnen konnte. Unter den gewählten Abgeordneten befand sich auch Chirag Paswan, der Sohn von Ram Vilas Paswan, der seit einiger Zeit eine zunehmend prominentere Rolle in der Partei spielt. Am ersten Koalitionskabinett Modi (2014–2019) und auch am zweiten Kabinett (ab 2019) war die LJP personell beteiligt. Am 5. Oktober 2020, einen Monat vor der Parlamentswahl in Bihar, verließ die LJP die in Delhi und in Bihar regierende NDA-Koalition.
Hauptwählerklientel der LJP sind die niederen Kasten in Bihar, insbesondere die Dalits. Politische Konkurrenten der LJP in Bihar sind hauptsächlich die Janata Dal (United) und die Rashtriya Janata Dal.

## Wahlergebnisse
Die folgende Tabelle zeigt die gewonnenen Wahlkreise bei gesamtindischen Wahlen und bei Wahlen in Bihar.
| Jahr | Wahl                                 | Parlamentssitze |
| ---- | ------------------------------------ | --------------- |
| 2004 | Wahl zur Lok Sabha 2004              | 4/543           |
| 2005 | Parlamentswahl in Bihar Februar 2005 | 29/243          |
| 2005 | Parlamentswahl in Bihar Oktober 2005 | 10/243          |
| 2009 | Wahl zur Lok Sabha 2009              | 0/543           |
| 2010 | Parlamentswahl in Bihar 2010         | 3/243           |
| 2014 | Wahl zur Lok Sabha 2014              | 6/543           |
| 2015 | Parlamentswahl in Bihar 2015         | 2/243           |
| 2019 | Wahl zur Lok Sabha 2019              | 6/543           |
| 2020 | Parlamentswahl in Bihar 2020         | 1/243           |